# Radnice ve Frenštátě pod Radhoštěm
Frenštátská radnice je památkově chráněná budova na Náměstí Míru č.p. 1 ve Frenštátě pod Radhoštěm. Byla vystavěna koncem 19. století v novorenesančním slohu a slouží jako sídlo Městského úřadu, v přízemí je též Kulturní a informační centrum. Ve vstupním vestibulu radnice je umístěn originál sochy boha Radegasta od Albína Poláška, jejíž kopie se nachází na Radhošti. Radnice byla 15. října 1993 zapsána na seznam kulturních památek.

## Historie městské samosprávy a stará radnice
Dějiny městské samosprávy ve Frenštátě se datují od 14. století, již v roce 1382 se zde připomíná dědičná rychta a jméno fojta Biersacka. Fojt jako zástupce vrchnosti a nositel nižší soudní pravomoci sídlil nepochybně na náměstí v domě s šenkovním právem, ale kde fojtství stálo, dnes již není známo. Fojtové vlastnili pozemky mimo město, mlýn a pilu, v rámci výkonu správy města vybírali poplatky a daně odváděné na hrad Hukvaldy. V roce 1584 bylo dědičné fojtství vykoupeno městem a radnice se poprvé připomíná v roce 1614. Další zprávy o radnici v archivních pramenech jsou jen minimální a spíše jen v souvislosti se sousedními nemovitostmi a pozemky.
V roce 1784 požádali frenštátští olomouckého arcibiskupa o povolení ke stavbě nové radnice. Ve veřejné dražbě byly prodány dva obecní mlýny a pole, za získané peníze byl v roce 1788 vykoupen dům na náměstí č.p. 25 od manželů Michnových. Dům byl zbořen a na jeho místě již v roce 1789 stála radniční budova (dnes označovaná jako stará radnice). Kvůli nedostatku financí byla radnice plně dokončena až v roce 1797. Stará radnice byla dvoupatrová klasicistní budova s podloubím, v části byla škola. Stav budovy si již v roce 1842 vyžádal opravy, které provedl frenštátský stavitel Ambrož Zapletal.

## Nová radnice

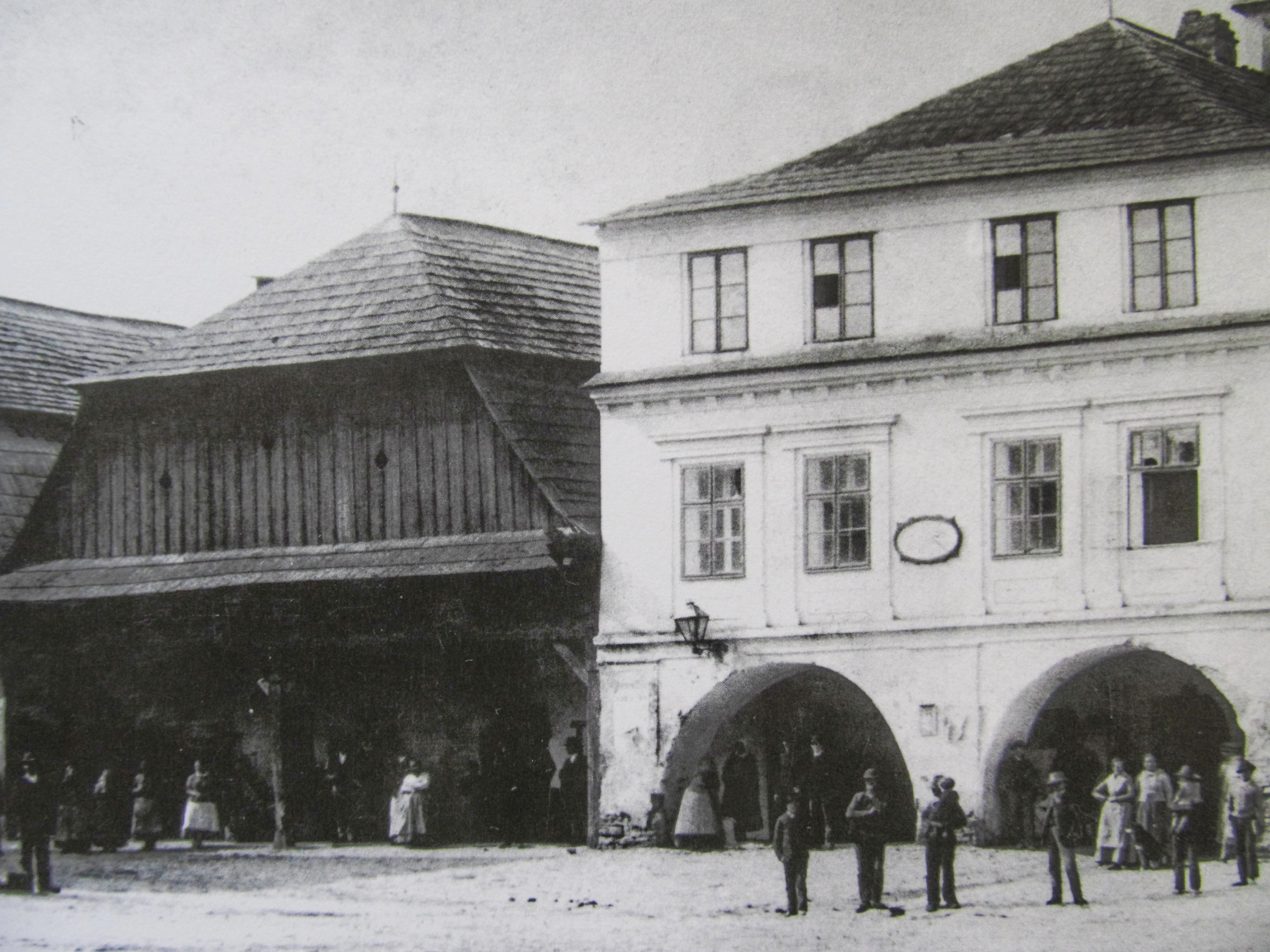
Dům č.p. 38 a stará radnice na místě dnešní nové radnice na Náměstí Míru

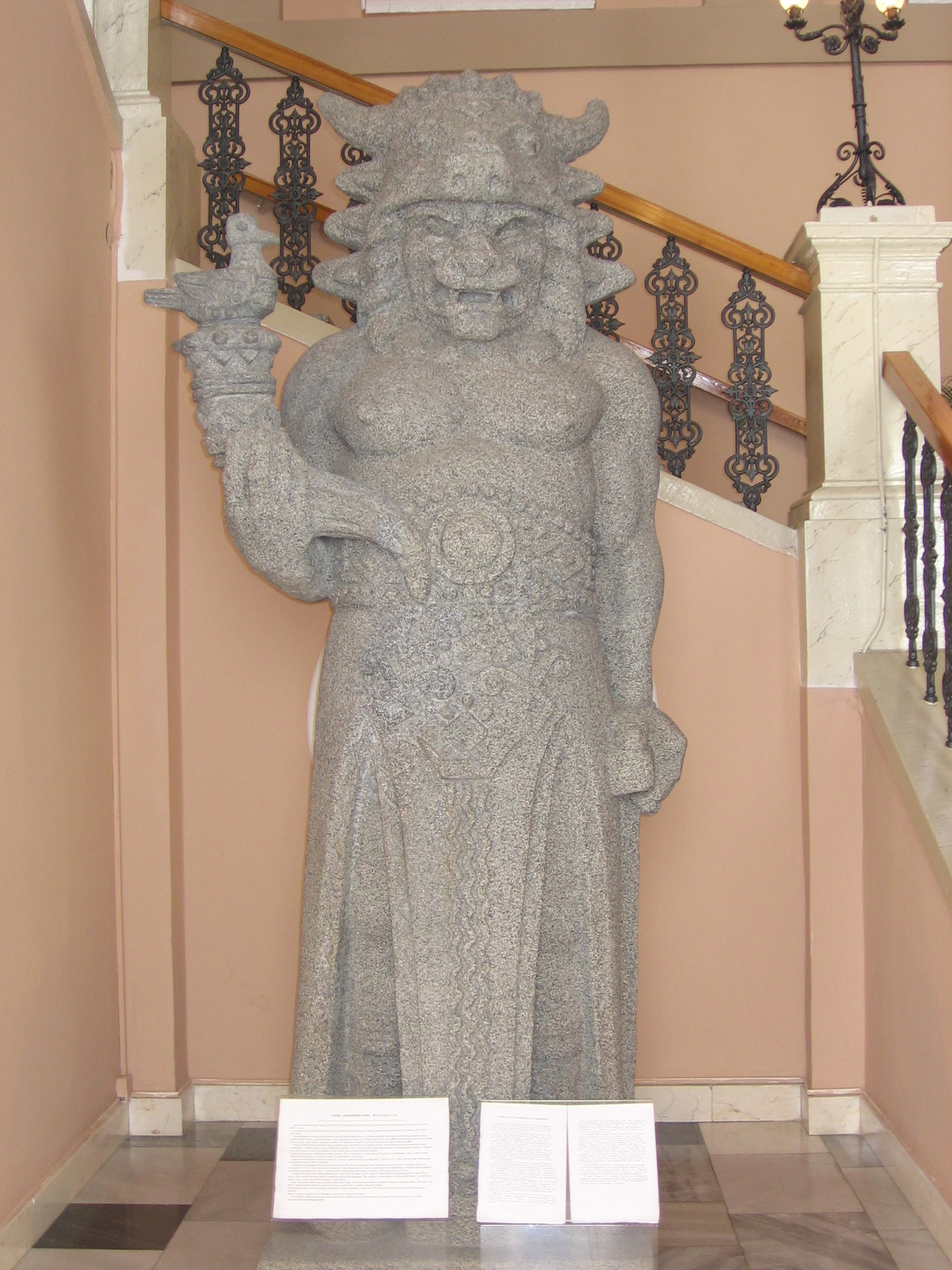
Originál sochy boha Radegasta ve vestibulu frenštátské radnice

Výstavba nové reprezentativní budovy radnice se začala rýsovat v 80. letech 19. století, a proto byl v sousedství staré radnice v roce 1886 vykoupen dům č.p. 38 od rodiny Knězků. V roce 1889 byl tento dům zbořen, stejně tak i stará radnice a na vzniklém prostoru měla být postavena nová radniční budova. Autorem projektu nové radnice byl brněnský stavitel Antonín Tebich, vlastní stavbu provedl Antonín Staněk z Valašského Meziříčí. Celá budova byla vystavěna v letech 1889–1890 nákladem 80 000 zlatých, v roce 1891 byly prováděny již jen práce v interiérech. V květnu 1891 byla radnice zkolaudována a vysvěcena frenštátským farářem Josefem Fuskem.
Nová radnice byla postavena ve stylu italizující novorenesance jako dvoupatrová budova s podloubím a vysokou hranolovou věží. Nad dvojitými okny v prvním patře jsou v kruhových medailonech štukové reliéfy J. A. Komenského, F. Palackéhoo, J. Jungmanna a B. Jablonského. V kartuši nad hlavním vchodem je umístěn pískovcový znak svatého Martina, patrona města. Přes pozdější četné úpravy v interiérech se dochovala štuková výzdoba ve vstupním vestibulu, kde je také umístěn originál sochy pohanského boha Radegasta od Albína Poláška (kopie sochy se nachází na Radhošti).
Celá budova nové radnice slouží potřebám města, v minulosti zde ale byly prostory i pro různé další instituce, do roku 1927 to byla obecná škola, v letech 1959–2002 zde sídlilo i městské muzeum. Radniční věž s vyhlídkou na okolní panorama Beskyd je v turistické sezóně přístupná veřejnosti.

## Literatura

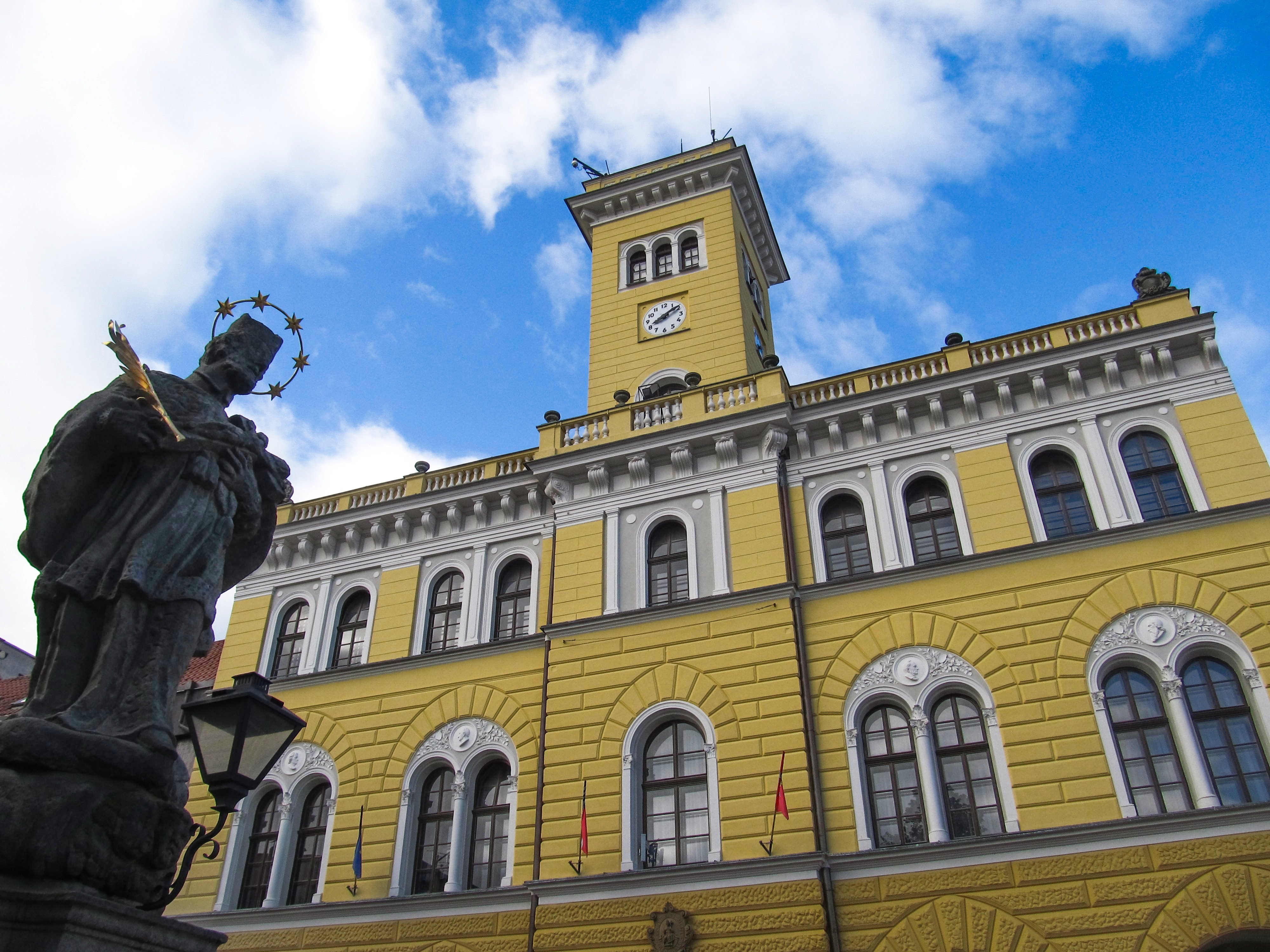
Socha sv. Jana Nepomuckého a průčelí radnice